# Glück zu

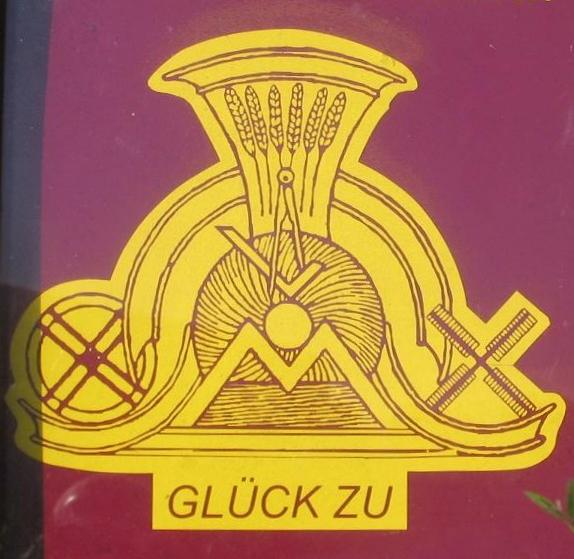
GLÜCK ZU-Müllerwappen und -gruß an der Marzahner Bockwindmühle

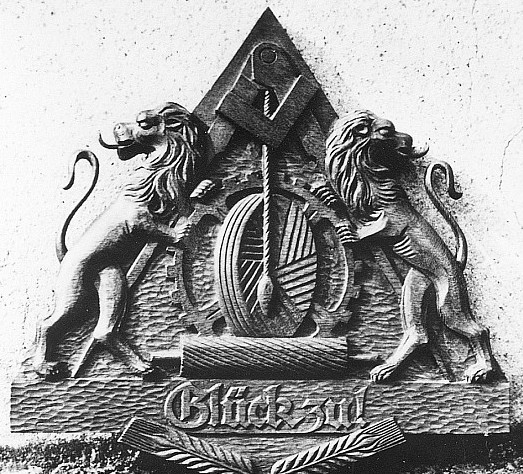
Müllerwappen und -gruß an der Furkertmühle in Klipphausen-Miltitz

Glück zu (auch: Glückzu, als Ausruf: „Glück zu!“) ist die traditionelle Grußformel der Müller. Sie wurde auch von Molinologen und Mühlenbauern übernommen, wobei letztere alternativ auch den Gruß „Rad Glück!“ pflegen.

## Bedeutungshintergrund
Der Gruß geht auf die Wandertätigkeit der zünftigen Müllerhandwerker zurück, als die angehenden Gesellen das Glück von Mühle zu Mühle tragen sollten. An einer neuen Mühle ankommend begrüßten die wandernden Lehrlinge den ansässigen Müllermeister oder seinen höchsten Gesellen mit den traditionellen Worten „Glück zu!“ und ersuchten um Arbeit.
Verbreitet war die vollständige Grußformel „Glück zu! Ein Wandersmann spricht um Arbeit an und einen schönen Gruß vom letzten Meister und Gesellen!“ Hinzugefügt wurde dann der Name des Meisters und der Herkunftsmühle.
Der Glückwunsch (im ursprünglichen Sinne des Wortes) soll Müller und Mühle vor Unwettern, Missernten, Bränden und anderen Schadens- und Unglücksfällen bewahren, die im Mühlenwesen verbreitet waren und die leicht einen Mühlenbetrieb ruinieren konnten.
Glückwunsch auch in dem Sinne „Glück zu auf allen Wegen!“ – also bei der (unsicheren) Wanderschaft, aber auch eine glückliche Hand im Umgang mit der Mühlentechnik.
Der Gruß wurde auch zum Abschied verwendet, insbesondere wenn der Müllerbursche seine Wanderschaft fortsetzte und zur nächsten Mühle weiterzog.